# Campeonato Mundial de Ginástica Artística de 2014 - Barra fixa masculino
A competição da barra fixa masculino do Campeonato Mundial de Ginástica Artística de 2014 teve sua final disputada no dia 6 de outubro. A qualificatória que definiu os ginastas finalistas foi disputada em 5 e 6 de outubro.

## Medalhistas
| Ouro   | NED Epke Zonderland |
| Prata  | JPN Kohei Uchimura  |
| Bronze | CRO Marijo Možnik   |

## Resultados

### Qualificatória
Esses são os resultados da qualificatória.
| Pos. | Ginasta                   | Total  | Nota |
| ---- | ------------------------- | ------ | ---- |
| 1    | NED Epke Zonderland       | 15,600 | Q    |
| 2    | JPN Kohei Uchimura        | 15,200 | Q    |
| 3    | CHN Zhang Chenglong       | 15,166 | Q    |
| 4    | RUS Nikolai Kuksenkov     | 15,133 | Q    |
| 5    | CRO Marijo Možnik         | 15,000 | Q    |
| 6    | GBR Nile Wilson           | 14,900 | Q    |
| 7    | RUS David Belyavskiy      | 14,866 | Q    |
| 8    | COL Jossimar Calvo Moreno | 14,866 | Q    |
| 9    | GBR Kristian Thomas       | 14,800 | R    |
| 10   | UKR Oleg Verniaiev        | 14,766 | R    |
| 11   | BEL Kristof Schroe        | 14,733 | R    |

- Q - qualificado para a final
- R - reserva

### Final
Esses são os resultados da final.
| Pos. | Ginasta                   | Nota D | Nota E | Pen. | Total  |
| ---- | ------------------------- | ------ | ------ | ---- | ------ |
|      | NED Epke Zonderland       | 7,700  | 8,525  |      | 16,225 |
|      | JPN Kohei Uchimura        | 7,200  | 8,525  |      | 15,725 |
|      | CRO Marijo Možnik         | 6,700  | 8,300  |      | 15,000 |
| 4    | GBR Nile Wilson           | 6,200  | 8,566  |      | 14,766 |
| 5    | RUS David Belyavskiy      | 6,400  | 8,333  |      | 14,733 |
| 6    | RUS Nikolai Kuksenkov     | 6,900  | 7,633  |      | 14,533 |
| 7    | CHN Zhang Chenglong       | 7,400  | 6,966  |      | 14,366 |
| 8    | COL Jossimar Calvo Moreno | 6,700  | 6,600  |      | 13,300 |